# زد. بي. روسون
زد. بي. روسون هو سياسي أمريكي، ولد في 5 يونيو 1858 في باريس في الولايات المتحدة، وتوفي في 29 يونيو 1928 في سياتل في الولايات المتحدة. نشط حزبياً في الحزب الجمهوري. وقد انتخب عضو مجلس نواب واشنطن ‏.